# Пинский, Давид Лазаревич
Пинский, Давид Лазаревич (25 декабря, 1943, Сургут, СССР) — российский учёный-почвовед, специалист в области физико-химии почв и биогеохимии тяжёлых металлов, доктор биологических наук, заведующий лабораторией, заместитель директора Института физико-химических и биологических проблем почвоведения Российской академии наук, профессор Пущинского государственного университета. Член Общественной палаты Пущино.

## Биография
Д. Л. Пинский родился в 1943 г. в посёлке Сургут. В 1970 году закончил химический факультет Московского государственного университета им. М. В. Ломоносова. В 1978 г. защитил диссертацию на соискание учёной степени кандидата биологических наук, в 1991 г. — доктора биологических наук на тему «Закономерности и механизмы катионного обмена в почвах». Начал научную деятельность в 1971 г. в Институте агрохимии и почвоведения АН СССР в Пущино. В 1973—1992 гг. — младший научный сотрудник, научный сотрудник, ведущий научный сотрудник в Институте агрохимии и почвоведения АН СССР. С 1992 по 1997 гг. — ведущий научный сотрудник, заведующий лабораторией в Институте почвоведения и фотосинтеза РАН. В 1997—2000 г. заместитель по науке и образованию Председателя президиума Пущинского научного центра РАН. С 2000 г. — заместитель директора по науке Института физико-химических и биологических проблем почвоведения РАН, заведующий лабораторией физико-химии почв. С 1994 г. профессор Пущинского государственного университета. Автор более 165 публикаций, в том числе около 50 статей в рецензируемых журналах и 7 монографий.

## Область научных интересов
Основными сферами научных интересов Д. Л. Пинского являются физико-химические процессы в почвах, поведение и функции тяжёлых металлов в системе «почва-растение», моделирование процессов миграции микроэлементов в почвах, разработка концепции кластер-матричного строения поверхности почвенных частиц, механизмы формирования минерал-органических соединений в почвах.

## Избранные публикации
Монографии:
1. Пинский Д.Л. Ионообменные процессы в почвах. — Пущино: ОНТИ НЦБИ РАН, 1997. — 167 с.
2. Моцик А., Пинский Д.Л. Загрязняющие вещества в окружающей среде. — Пущино-Братислава: PRIRODA, 1991. — 187 с.

Статьи:
1. Пампура Т.В., Пинский Д.Л., Остроумов В.Е., Гершевич В.Д., Башкин В.Н. Экспериментальное изучение буферности чернозёма при загрязнении медью и цинком // Почвоведение. — 1993. — № 2. — С. 104-110.
2. Пинский Д.Л. Коэффициенты селективности и величины максимальной ад-сорбции Cd2+и Pb2+ почвами // Почвоведение. — 1995. — № 4. — С. 420-428.
3. Переломов Л.В., Пинский Д.Л. Формы Mn, Pb и Zn  в серых лесных почвах Среднерусской возвышенности // Почвоведение. — 2003. — № 6. — С. 682-691.
4. Minkina T. M., Pinskii D. L., Samokhin A. P., Kryshchenko V. S., Gaponova Yu. I and Mikailsoy F. Effect of attendant anions on the adsorption of zinc, copper, and lead by chernozem // Eurasian Soil Science. — 2009. — № 5. — С. 516-522.
5. Kurochkina G. N., Pinsky D. L. Influence of preadsorbed polyelectrolytes on hydrophobic properties of synthetic aluminosilicates // Russian Journal of Physical Chemistry A, Focus on Chemistry. — 2010. — № 1. — С. 81-89.
6. Pinskii D. L., Minkina T. M. and Gaponova Yu. I. Comparative analysis of mono- and polyelement adsorption of copper, lead, and zinc by an ordinary chernozem from nitrate and acetate solutions // Eurasian Soil Science. — 2010. — № 7. — С. 748-756.